# يوناتان جيفين
يوناتان جيفين (بالعبرية: יהונתן גפן) (مواليد 22 فبراير 1947 - 19 أبريل 2023)، هو كاتب مسرحي وشاعر ومؤلف وصحفي إسرائيلي. يشتهر بميوله اليسارية في كتاباته والمعارضة للكثير من الأحكام الإسرائيلية.

## حياته
ولد يوناتان سنة 1947 في قرية نهلال شمال إسرائيل، هو والد المغني أفيف جيفين والممثلة شيرا جيفين، كما أنه ابن أخ موشيه دايان.
خدم في سلاح المظلات الإسرائيلي سنة 1965، وأصبح ضابطاً فيها. وفي سنة 1967 انتحرت والدته، بعد تناولها كمية كبيرة من الأدوية. خرج من الجيش سنة 1969، وانتقل إلى تل أبيب وأصبح مهتماً بالشعر. انتقل إلى لندن بعد ذلك لكنه سرعان ما عاد إلى إسرائيل بعد انتحار شقيقته سنة 1972. بعدها بدأ بكتابة عامود أسبوعي في صحيفة معاريف، وانظم لفرقة «لول» الترفيهية مع المغني أريك أينشتين، ومن خلالها تعرف على زوجته نوريت موكبر.

## نشاطه السياسي
اشتهر يوناتان بميوله اليسارية مما سبب له انتقادات واستفزازات عديدة في إسرائيل، كان من بينها تهديدات بالقتل. كان من بين تلك الأعمال التي قام بها يوناتان تأليفه لكتاب «الفشل» برفقة زملائه الصحفيين والذي نُشر سنة 1973، يتكلم الكتاب عن الهزيمة التي لحقت بإسرائيل في حرب أكتوبر ووجهوا انتقادات واسعةً للجيش والحكومة الإسرائيلية ووصف كامل للخسائر التي لحقت بهم، وحقق الكتاب شهرة واسعة.
في يناير 2018 مُنع بث الأغاني التي كتبها يوناتان أو إجراء مقابلات معه في جميع الإذاعات الإسرائيلية بواسطة وزير الدفاع الإسرائيلي أفيغادور ليبرمان، وذلك بسبب كتابته شعر يمدح فيها الناشطة الفلسطينية عهد التميمي ووصفها بالبطلة، كما شبهها بجان دارك وآن فرانك.

## روابط خارجية
- يوناتان جيفين على موقع IMDb (الإنجليزية)
- يوناتان جيفين على موقع ميوزك برينز (الإنجليزية)
- يوناتان جيفين على موقع ديسكوغز (الإنجليزية)
- يوناتان جيفين على موقع كينوبويسك (الروسية)